# Iriba
Iriba (àrab: هريبا, Hirībā) és una petita ciutat de la regió de Wadi Fira, al Txad. Forma part del departament de Kobé i té la seva pròpia prefectura i el seu propi tribunal de zona. Actualment compta amb el servei de l'aeroport d'Iriba.

## Demografia
L'ètnia del poble iribanià es coneix com a "Zaghawa". Aquest grup ètnic viu a banda i banda de la frontera al Txad i el Sudan, i l'idioma local és el zaghawa, un idioma afro-nadiu no relacionat amb cap dels idiomes oficials de la zona, l'àrab i el francès. Els zaghawa tenen el seu lideratge tradicional, sota el sultà de Zaghawa.

## Clima
El clima de la ciutat es caracteritza per ser àrid (BWh en la classificació climàtica de Köppen). La temperatura mitjana anual de l'aire és de 25,7 °C. La temperatura mitjana del mes més fred (gener) és de 20,9 °C, el mes més calent (maig) - 29,6 °C. La precipitació a llarg termini calculada és de 226 mm. Té dos períodes diferents: l'estació seca i l'estació plujosa. Durant l'estació de pluges, es produeixen considerables quantitats de precipitacions en la zona, sobretot en el període de maig a setembre, que desapareixen ràpidament en els rius estacionals anomenats uadis. De fet, a l'agost, cau la major quantitat de precipitació (113 mm). Els hiverns (de desembre a febrer) poden ser bastant freds, i l'estiu és extremadament calorós i sec, sent l'escassetat d'aigua un problema crònic en la zona.

## Història
Un gran nombre dels refugiats va fugir de la zona de Darfur als voltants d'Iriba l'any 2004. Els refugiats procedeixen principalment de la mateixa ètnia i viuen en tres grans campaments de refugiats de la zona: Iridimi, Touloum i Amnabak. Els tres campaments acullen a més de 60.000 refugiats. L'afluència de refugiats va requerir una àmplia presència internacional per a l'assistència i protecció de la població desplaçada. L'ACNUR és el principal organisme internacional en la zona, mentre que el PMA i moltes altres ONG ajuden en els diferents aspectes de la vida dels refugiats.